# 布鲁斯·韦克菲尔德
布鲁斯·韦克菲尔德（英語：Bruce Wakefield，1960年11月7日—），新西兰男子草地滚球运动员。他曾代表新西兰参加2018年英联邦运动会草地滚球比赛，获得公开级三人B6/B7/B8级银牌。